# Kiribati nos Jogos Olímpicos de Verão de 2004
Kiribati competiu nos Jogos Olímpicos de Verão de 2004, em Atenas, na Grécia.

## Desempenho

### Atletismo
| Atleta           | Prova           | Elims. | Elims. | Quartas     | Quartas     | Semifinal   | Semifinal   | Final       | Final       |
| Atleta           | Prova           | Res.   | Pos.   | Res.        | Pos.        | Res.        | Pos.        | Res.        | Pos.        |
| ---------------- | --------------- | ------ | ------ | ----------- | ----------- | ----------- | ----------- | ----------- | ----------- |
| Kakianako Nariki | 100 m masculino | 11s62  | 78º    | Não avançou | Não avançou | Não avançou | Não avançou | Não avançou | Não avançou |
| Kakianako Nariki | 100 m feminino  | 13s07  | 85º    | Não avançou | Não avançou | Não avançou | Não avançou | Não avançou | Não avançou |

### Halterofilismo
| Atleta        | Prova              | Arranque | Arranque | Arremesso | Arremesso | Total | Pos. |
| Atleta        | Prova              | Res.     | Pos.     | Res.      | Pos.      | Total | Pos. |
| ------------- | ------------------ | -------- | -------- | --------- | --------- | ----- | ---- |
| Meamea Thomas | Até 85kg masculino | 130      | 17       | 162,5     | 13        | 292,5 | 13   |